# 矢作佳奈子
矢作 佳奈子（やはぎ かなこ、1987年12月12日 - ）は、日本のグラビアアイドル、女優。埼玉県出身。所属事務所はマリエ・エンタープライズ。

## 人物・来歴
- 好きな食べ物は焼き鳥、アイス、鮭トバ。好きなアーティストはaiko。
- 夕刊フジ公式サイト「ZAKZAK」グラビア企画「ZAK THE QUEEN 2009」 準グランプリ受賞。

## 出演

### 映画
- 喧嘩番長　（2010年3月6日、東海林毅監督）
- サンカク　（2010年6月26日、吉田恵輔監督）

### 舞台
- 弟の戦争（2007年）
- 劇団BLUESTAXI「アメミット」（2009年7月、中野ザ・ポケット）
- 劇団BLUESTAXI「DUO」（2010年、恵比寿エコー劇場）
- 劇団BLUESTAXI「Hello!GoodBye!」（2010年11月、中野ザ・ポケット）
- 劇団BLUESTAXI「Oh! Happy Day!」（2011年5月、新宿シアターサンモール）

### CM
- クリアクリーン（2008年）

### オリジナルビデオ
- 女怪盗レディキャッツ 前編（2010年7月23日、ZENピクチャーズ） - セキラン 役
- 女怪盗レディキャッツ 後編（2010年8月27日、ZENピクチャーズ） - セキラン 役
- グラドルヒロイン危機一髪!!美少女戦士セーラーエンジェルズ（2011年5月27日、ZENピクチャーズ） - クイーンパピヨン 役[1]